# Naantali
Naantali (Nådendal en sueco) es una ciudad finlandesa, situada en la región de Finlandia Propia. Tiene 18 877 habitantes (31/5/2012) y un área de 687,98 kilómetros cuadrados.
Naantali es conocida por estar allí, en la isla de Luonnonmaa, la residencia de verano del presidente de Finlandia, llamada Kultaranta, que significa ‘playa de oro’; así como por el parque temático Mundo Mumin, sobre los entrañables Mumin creados por Tove Jansson. 